# Ibn Abi l-Hadid
Izz-ad-Din Abd-al-Hamid ibn Hibbat-Al·lah —àrab: عز الدين عبد الحميد بن هبة الله بن أبي الحديد, ʿIzz ad-Dīn ʿAbd al-Ḥamīd ibn Hibba Allāh ibn Abī l-Ḥadīd—, més conegut com a Ibn Abi-l-Hadid, fou un lingüista àrab, nascut a Madain el 20 de desembre de 1190 i mort a Bagdad el 1258.
Va deixar escrites unes catorze obres en el seu camp, i també algunes obres de poesia.